# Saurita anselma
Saurita anselma är en fjärilsart som beskrevs av William Schaus 1924. Saurita anselma ingår i släktet Saurita och familjen björnspinnare. Inga underarter finns listade.